# Comitato scientifico per la sicurezza dei consumatori
Il Comitato scientifico per la sicurezza dei consumatori, in sigla CSSC, noto anche con l'acronimo inglese SCCS, è una istituzione dell'Unione europea che  fornisce pareri sui rischi (chimici, fisici, biologici, meccanici e altro) per la salute e la sicurezza  di prodotti di consumo non alimentari (cosmetici e loro ingredienti, giocattoli, prodotti tessili, abbigliamento, prodotti per la cura personale e della casa) e servizi (ad esempio: tatuaggi, abbronzatura artificiale).

Entrato in funzione con questo nome da aprile 2009 in precedenza con funzioni analoghe si è chiamato:
- SCCP - Scientific Committee on Consumer Products, da ottobre 2004 a marzo 2009
- SCCPNF - Scientific Committee on Cosmetic Products and Non-food products intended for Consumers,  da giugno 1997 a settembre 2004

Da gennaio 1979 a ottobre 1997 per il settore specifico della cosmesi ha operato l'SCC, Comitato scientifico sulla cosmetologia.